# Sality
Sality (также известен как Kookoo) — полиморфный компьютерный червь, был обнаружен 4 июня 2003 года. Был создан для создания однорангового (P2P) ботнета. Действовал на системах Windows начиная с Windows 2000 и заканчивая Windows XP. Имеет целый ряд версий, более поздние из них могут красть личную информацию и записывать нажатия клавиш или содержать в своём теле руткит, что делает их менее обнаружимыми для антивирусов.

## Схема работы вируса
Sality распространяется по электронной почте, при заражении устройства он ищет адреса электронной почты в адресной книге Microsoft Outlook и в кэшированных файлах Internet Explorer. Он также может быть загружен другими вредоносными программами. При заражении он связывается с рядом доменов для скачивания, расшифровки и запуска других вредоносных файлов, может заражать, перезаписывать файлы с расширениями .exe и .scr, удалять файлы с определёнными расширениями и строками в названии, а также отключать связанные с антивирусным ПО процессы. Заражённые устройства привязываются к одноранговому ботнету.